# Retard d'emissió

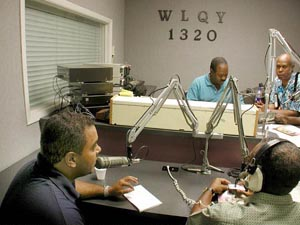
Molts programes de ràdio nord-americans utilitzen retards d'emissió per evitar les sancions de la FCC

A la ràdio i la televisió, el retard d'emissió és un retard intencionat quan s'emet material en directe, tècnicament conegut com a directe diferit. Aquest retard pot ser per evitar errors o contingut inacceptable que s'emeti. També es poden introduir retards més llargs de diverses hores perquè el material s'emeti a una hora programada posterior (com ara les hores de màxima audiència) per maximitzar l'audiència. Els retards de cinta que durin diverses hores també es poden editar per eliminar material de farciment o per retallar una emissió al temps d'execució desitjat de la xarxa per a una franja de difusió, però no sempre és així.

## Ús
Sovint s'utilitza una breu demora per evitar que la blasfemia, els bloopers, la nuesa o altres materials no desitjats arribin a l'aire. En aquest cas, sovint s'anomena "retard de set segons" o "retard de blasfemia". Tanmateix, també es poden introduir retards més llargs, sovint per permetre que un programa s'emeti al mateix temps per al mercat local, com de vegades es fa amb programes d'emissió nacional en països amb múltiples fusos horàries. Considerat com un canvi de temps, que sovint s'aconsegueix mitjançant un "retard de cinta", utilitzant una gravadora de cinta de vídeo, gravadores de vídeo digitals modernes o una altra tecnologia similar.
El retard de cinta també pot referir-se al procés d'emissió d'un esdeveniment a una hora programada posterior perquè un conflicte de programació impedeix una retransmissió en directe o una emissora intenta maximitzar les classificacions emetent un esdeveniment en una franja horària determinada. Això també es pot fer a causa de les limitacions de temps de determinades parts, normalment aquelles que no afecten el resultat de l'espectacle, s'editen, o la disponibilitat d'amfitrions o d'altres personal de producció clau només en determinades hores del dia, i és generalment aplicable a programes de televisió per cable.
Als països que abasten diverses zones horàries i tenen regions de l'est domèstiques influents, com ara Austràlia, Canadà, Mèxic i els Estats Units, les xarxes de televisió solen retardar la totalitat de la seva programació per a les estacions de l'oest, de manera que la programació en hora de màxima audiència es pot canviar d'hora. emetre en horari de màxima audiència local per millorar l'accessibilitat i l'audiència. Tot i que ara Mèxic i Canadà han televisat regularment els seus programes en directe en temps real simultàniament a tots els seus territoris, als EUA, els canals "est" solen dirigir-se a les zones horàries de l'est i el centre, mentre que els canals "oest" solen orientar-se a la zona d'hora del Pacífic. Com a resultat, fins avui, molts programes en directe, com ara la música i els espectacles de competició de talent, solen ser endarrerits per a la meitat occidental del país i emesos en directe (tot i que poden incloure edicions per agilitzar l'emissió o resoldre errors tècnics).. La programació de televisió de la cadena australiana s'adapta en gran manera al format nord-americà.
Als països que abasten diverses zones horàries i són els més poblats de les seves regions centrals o occidentals, com el Brasil, Rússia i Indonèsia, tots els programes de televisió a nivell nacional són simultàniament amb les seves fonts d'emissió, la qual cosa permet retransmissions en directe a tot el país independentment de les zones horàries (tot i que Rússia realitza versions de notícies en hora de màxima audiència en directe per a cada interval de zones horàries d'aquest país). Els continents d'Europa i Àfrica, que es troben en la mateixa franja horària, són receptius a les retransmissions en directe de l'altre, mentre que la majoria d'Àsia des de l'Índia cap a l'est, que inclou la Xina juntament amb la zona horària més poblada del món, també reben simultàniament. transmissió en directe dins d'aquest grup de regions.
Els retards de cintes internacionals d'esdeveniments globals en directe, pensats per les principals cadenes de televisió, van dominar la televisió mundial fins a principis dels anys 2010. Per exemple, durant els Jocs Olímpics de Sydney l'any 2000 i els Jocs Olímpics de Pequín de 2008, els esdeveniments diürns es van produir a primera hora del matí a Amèrica, Àfrica i Europa, però es van emetre a la tarda i al vespre en directe a Àsia, Austràlia i Oceania.. Això va fer que algunes emissores mostressin esdeveniments d'alt perfil dues vegades (en directe i després retransmesos durant l'hora de màxima audiència), però d'altres van retenir que el mateix esdeveniment s'emetia només durant l'hora de màxima audiència. Sovint, el retard de la cinta d'aquests esdeveniments significaria editar-los per consideracions de temps, ressaltant el que l'emissora considera que són les parts més interessants de l'esdeveniment o la publicitat, el que resulta en una reducció de la cobertura televisiva desitjada per als múltiples esdeveniments esportius determinats.

## Història
L'estació de ràdio WKAP d'Allentown, Pennsilvània, va introduir un sistema de retard de cinta que consistia en un capçal de reproducció extern, que estava prou lluny del capçal de gravació per produir un retard de sis segons. Un sistema de corrons va guiar la cinta per sobre del capçal de reproducció abans d'acabar amb la bobina de presa. Aquest sistema es va introduir el 1952, quan WKAP va iniciar un programa de tertúlies anomenat Open Mic. Es creu que aquesta va ser la primera vegada que es va emetre un programa de trucada telefònica amb la conversa telefònica "en directe" a l'aire. Les normes de la FCC en aquell moment prohibien la retransmissió d'una conversa telefònica en directe. No obstant això, no hi havia cap norma que prohibés la reproducció enregistrada d'una trucada telefònica, sempre que la persona que truca escoltés un to de "bip" cada 15 segons perquè la persona que truca sàpiga que estava sent gravada. El retard de sis segons va constituir una conversa telefònica "gravada", complint així amb la normativa de la FCC.

## Retard informatitzat

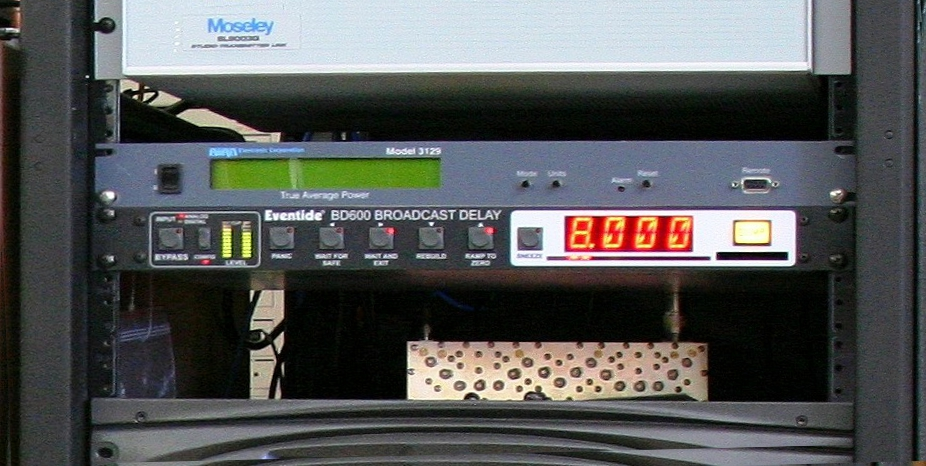
Retard de difusió Eventide BD600

El 1977, la capacitat de memòria RAM ( memoria d'accés aleatori ) havia arribat a 16 kilobits per xip, suficient per pensar en utilitzar mitjans d'àudio digital informatitzat per crear un retard suficient per a la supressió de contingut. En emmagatzemar l'àudio digitalment, era possible moure un "capçal de cinta virtual" al llarg de l'àudio gravat. Eventide, Inc. va crear el primer retard de difusió digital amb aquest propòsit. El dispositiu (conegut col·loquialment com a "caixa d'abocament") tenia un gran botó "DUMMP"/"DELAY DUMP" que portaria el retard a zero, eliminant així els segments no desitjats. A més d'aquesta comoditat, també "reconstruiria" el temps de retard allargant de manera imperceptible les pauses normals en el material parlat. Així, un minut més tard, l'emissora tornaria a tenir un retard total, sovint deixant l'oient sense saber que el material s'havia esborrat.